# 祓
祓是東亞傳統宗教（如道教、神道、朝鮮巫教等）中为了消除霉氣擧行的洁净仪式。東亞傳統认为霉氣令人不洁与生病，为了除去霉气，就由宗教人員（如道士、神官等）進行用水洗濯恢复洁净的仪式或秉火祈福。这仪式就是祓除。禊也是驅除不祥的祭祀，春秋兩季在水邊擧行，與祓合稱祓禊、禊祓。在日本，參加喪禮後的人由神官鹽祓。邪馬台國的倭人在丧葬后有洗濯习惯。進伊势神宮的人也要禊后才可入。